# Chabuata rufilinea
Chabuata rufilinea är en fjärilsart som beskrevs av George Francis Hampson 1910. Chabuata rufilinea ingår i släktet Chabuata och familjen nattflyn. Inga underarter finns listade i Catalogue of Life.